# شمال القوقاز

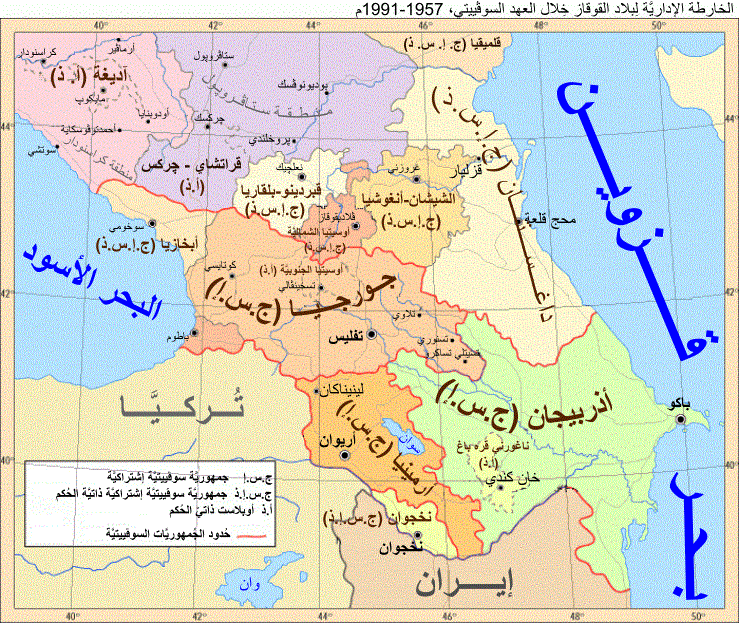
التقسيم الإداري والسياسي لمنطقتي: شمال القوقاز و جنوب القوقاز

شمال القوقاز هو القسم الشمالي لمنطقة القوقاز ما بين البحر الأسود وبحر قزوين والتي تقع في أوروبا الشرقية ضمن حدود روسيا الاتحادية. وهي المنطقة الأكثر تنوعا عرقيا في روسيا. وغالب سكان المنطقة يدينون بالإسلام.

## التركيب السياسي

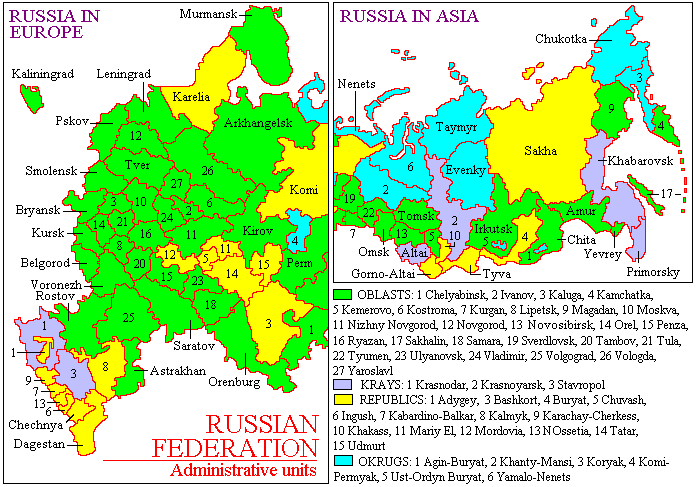
اليسار - الجزء الأوروبي من روسيا، اليمين - الجزء الأسيوي

تضم شمال القوقاز الأقاليم الروسية التالية:
- جمهورية أديغا
- جمهورية أنغوشيا
- جمهورية داغستان
- روستوف أوبلاست
- ستافروبول كراي
- جمهورية الشيشان
- جمهورية قرتشاي شركيسيا
- جمهورية قبردين - بلقاريا
- كراسنودار كراي

في عام 2010 تم تشكيل منطقة شمال القوقاز الفيدرالية مع المركز الإداري في مدينة بياتيغورسك. وتضم المنطقة سبع مناطق روسية: أديغيا، داغستان، ستافروبول كراي، الشيشان ، قراتشاي - تشيركيسيا وقبردينو - بلقاريا.

## الموارد الطبيعية
شمال القوقاز - أكبر قاعدة زراعية في روسيا (بصرف النظر عن سيبيريا وألتاي)، والتي تحتل 70٪ من الأراضي الزراعية.
شمال القوقاز - هي موقع أفضل المنتجعات البحرية والجبلية في روسيا، بما في ذلك منتجعات كراسنودار، المياه المعدنية القوقازية، جبال إلبروس، دومباي، و سواحل بحر قزوين (في جمهورية داغستان).
موارد طبيعية كبيرة في المنطقة: هناك احتياطيات من النفط والغاز، والطاقة المائية والطاقة الحرارية الأرضية، ارتفاع احتياطيات خامات المعادن الصناعية، وخامات اليورانيوم ومواد البناء والأخشاب الثمينة، ومخزون من الموارد البيولوجية البحرية (الأسماك والمأكولات البحرية).

## النقل
سواحل شمال القوقاز لها أهمية خاصة في تجارة روسيا الإتحادية. هنا تقع أكبر وأهم الموانئ الروسية: ميناء نوفوروسييسك الكبير، موانئ توابسي، سوتشي، كراسنودار، ييسك، محج قلعة ودربند.

تمر خطوط النقل الرئيسية للنفط القاري والغاز: خط أنابيب النفط باكو - نوفوروسيسك، خط الأنابيب بلو ستريم وغيرها.

وتمر على أراضي القوقاز الشمالي الطرق السريعة التالية: M4، M25، M27، M29.

## أعراق القوقاز الشمالي
- الأديغة (الأبزاخ ،البجه دوغ، الشابسوغ، القبرطاي، الحاتقواي، الناتخواج، التشامقوي وغيرها)، الوبخ، الآفار، الشيشانيون، الإنغوش، الأبخاز، وغيرهم...

## لغات القوقاز الشمالي
- تضم لغات شمال غرب القوقاز الأديغية والقبردية والأبخازية، ويبلغ عدد الناطقين بهذه اللغات مليون شخص. أما لغات شرق شمال القوقاز فهي الداغستانية والشيشانية والإنغوشية والأفرية واللزجية، ويوجد ثلاث ملايين شخص ناطق بهذه اللغات.

## معرض صور

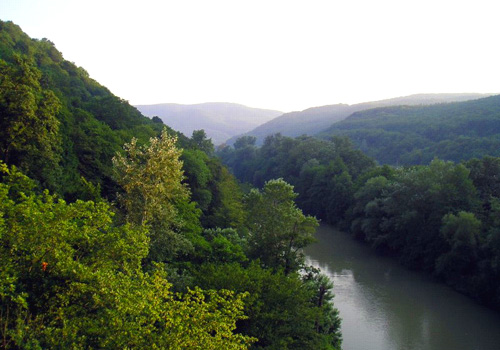